# Someren-Heide
Someren-Heide est un village situé dans la commune néerlandaise de Someren, dans la province du Brabant-Septentrional. Le 1er janvier 2007, le village comptait 1 300 habitants.